# Andy Black (giocatore di poker)
Andrew Black (Belfast, 20 luglio 1965) è un giocatore di poker irlandese, originario dell'Irlanda del nord.

## Poker
Alle WSOP del 2005 arriva al tavolo finale del Main Event, classificandosi quinto e vincendo $1,750,000. Dopo questo risultato, si qualifica anche ai tavoli finali dell'EPT e del WPT.
Ha ottenuto buoni risultati all'Irish Poker Open negli anni 2010-2013.
Al 2015 le sue vincite nei tornei live superano i $4,630,549, di cui $2,456,338 grazie ai piazzamenti a premio alle WSOP